# استفان آبادژیف
استفان آبادژیف (بلغاری: Стефан Атанасов Абаджиев؛ ۳ ژوئیهٔ ۱۹۳۴ ‏- ۱۳ مارس ۲۰۲۴) بازیکن فوتبال اهل بلغارستان بود.
از باشگاه‌هایی که در آن بازی کرده‌است می‌توان به باشگاه فوتبال لفسکی صوفیه اشاره کرد.
وی همچنین در تیم ملی فوتبال بلغارستان بازی کرده‌است.